# Rodica Frîntu
Rodica Frîntu, född den 29 mars 1960, är en rumänsk roddare.
Hon tog OS-brons i åtta med styrman i samband med de olympiska roddtävlingarna 1980 i Moskva.